# Landesausstellung Salzburg 2016

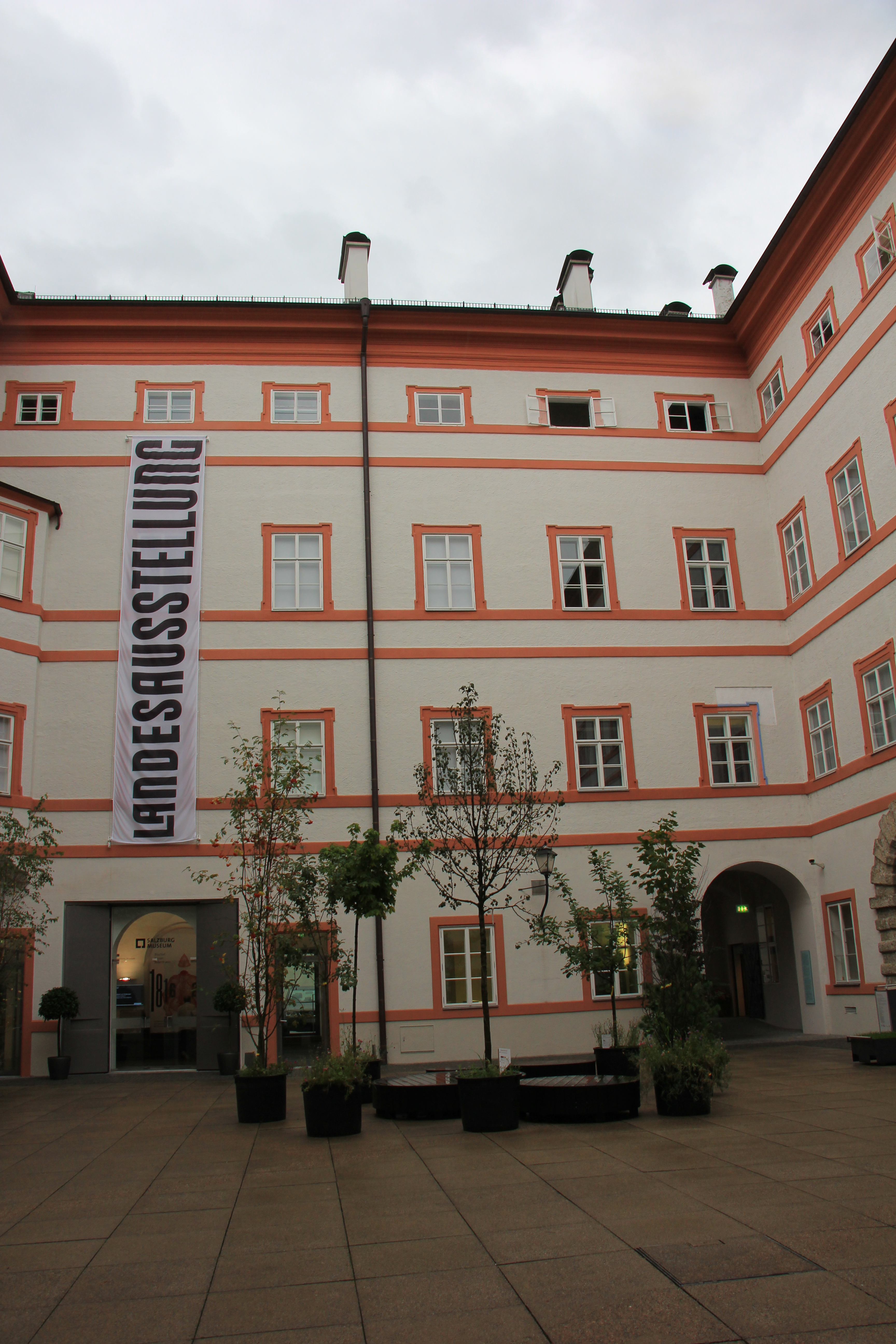
Neue Residenz: Schauplatz der Landesausstellung

Unter dem Titel Bischof. Kaiser. Jedermann. – 200 Jahre Salzburg bei Österreich präsentierte sich die Salzburger Landesausstellung vom 30. April bis zum 30. Oktober 2016. In diesem Zeitraum hatte das Publikum die Möglichkeit, die Ausstellung auf drei Ebenen im Salzburg Museum am Mozartplatz zu besuchen.
Im Rahmen des Jubiläums 200 Jahre Salzburg bei Österreich beschloss die Salzburger Landesregierung im Mai 2013, nach mehr als 20 Jahren Pause die Neuausrichtung der Salzburger Landesausstellung für das Jahr 2016. Ziel war es, das historische Ereignis hervorzuheben und die Salzburger Identität wieder ins Bewusstsein der Bevölkerung zu rücken. Landesausstellungen sind aus der Tradition landwirtschaftlicher Mustermessen, Kunstexpositionen und Weltausstellungen gewachsen und bieten ein neues Erleben historischer Räume, verbunden mit multimedialer, spektakulärer Präsentation eines außergewöhnlichen Themas.

## Veranstaltungsort
Bereits zum vierten Mal war die Stadt Salzburg Schauplatz einer Landesausstellung. Nach Sanierungs- und Umbauarbeiten kam die Landesausstellung 2016 in die Neue Residenz am Mozartplatz zurück. Der Veranstaltungsort war bereits 1987 temporär mit der Ausstellung über den Erzbischof Wolf Dietrich von Raitenau bespielt worden.
Die Neue Residenz ist seit 2007 das Haupthaus des Salzburg Museums, das anlässlich der Landesausstellung 2016 die wechselhafte Geschichte des Bundeslandes Salzburgs auf einer Ausstellungsfläche von 1500 m² zeigte. Das Ausstellungsbudget betrug 1,5 Mio. Euro, die Anzahl der Besucher lag bei knapp über 77.000.

## Inhalt und Gliederung der Ausstellung
Die Ausstellung Bischof. Kaiser. Jedermann wurde in drei unterschiedlichen Themengebieten dargestellt. Sie gliederte sich in die Teile Schatzkammer Salzburg, Erzähl mir Salzburg! und Am Schauplatz, die in sich thematisch geschlossen waren. Die programmatischen Titel der Projekte folgen der Idee, Geschichte ortsbezogen (Am Schauplatz), objektbezogen (Schatzkammer Salzburg) und als Abfolge von Geschichten (Erzähl mir Salzburg!) zu vermitteln. Dabei wurden Ausstellungsstücke, die sich einstmals in Salzburger Besitz befanden, präsentiert sowie Exponate aus dem großen Sammlungsbestand des Salzburg Museums gezeigt.

### Schatzkammer Salzburg
In diesem Abschnitt der Salzburger Landesausstellung waren verschiedene Kunstobjekte und Schätze aus der Salzburger Geschichte ausgestellt. Zum Inventar der Schatzkammer der Erzbischöfe zählten viele verschiedene Gegenstände, wie zum Beispiel Elfenbeinschnitzereien, Objekte aus Bergkristall, Goldarbeiten oder Gemälde, die bei Hofe zur Repräsentation dienten. Bei den meisten dieser Objekte handelte es sich um Leihgaben verschiedener Museen, da ein Großteil der Salzburger Kunstschätze in der Zeit von 1800 bis 1816 abtransportiert, weggeschleppt, fortgeschafft oder verlagert wurde.

### Am Schauplatz
"Am Schauplatz" war ein Ausstellungsteil der Salzburger Landesausstellung, in dem Fotografien und Videoinstallationen von ausgewählten Orten, die einen geschichtlichen Bezug zu Salzburg in der Phase von 1797 bis 1816 haben, gezeigt wurden. Da es kaum bildliche Zeugnisse dieser Zeit gibt, haben zeitgenössische Fotokünstler an acht geschichtsträchtigen Orten, wie beispielsweise dem Schloss Mirabell, dem Pass Lueg oder der alten Residenz, Fotos für die Ausstellung angefertigt.

„Das Jahr 1797 steht am Beginn, da in diesem Jahr der Frieden von Campo Formio zwischen Frankreich und Österreich geschlossen wurde. Mit diesem Friedensschluss wurde nicht nur der erste Koalitionskrieg beendet, sondern auch der Anfang vom Ende eines selbstständigen Erzstift Salzburg eingeleitet. Den Schlusspunkt setzt das Jahr 1816 – jenes Jahr, in dem Salzburg endgültig zu Österreich kam.“

### Erzähl mir Salzburg

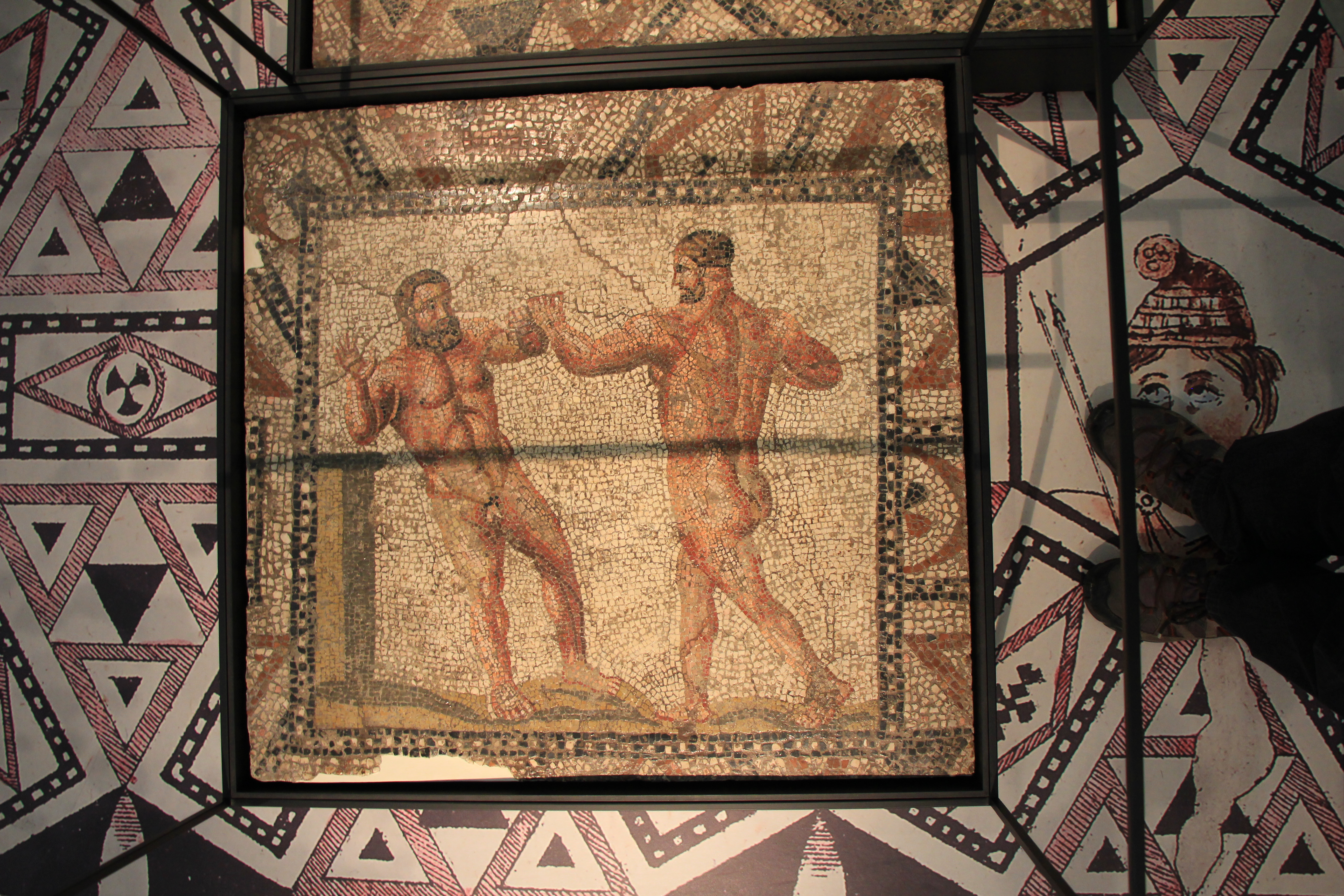
Römischer Mosaikfund vom Salzburger Mozartplatz

Dieser Teil der Landesausstellung wird als Sonderausstellung bis zum 30. April 2019 weitergeführt. Er gibt einen Überblick über die Salzburger Kunst- und Kulturgeschichte. Im Fokus stehen dabei die Jahre von 1816 bis 2016, wobei auch auf frühere geschichtliche Ereignisse Bezug genommen wird, sofern sie in diesen 200 Jahren von Bedeutung waren, wie zum Beispiel die keltischen und römischen Funde im 19. Jahrhundert. Die in diesem Rahmen ausgestellten Exponate stammen zu 90 Prozent aus dem Sammlungsbestand des Salzburg Museums. Gegliedert ist die Sonderausstellung in 12 Räume, wobei jeder einem Thema zugeordnet ist. Der Besucher bewegt sich chronologisch aus der Vergangenheit in die Gegenwart.

### Die zwölf Räume im Überblick
1. Wahrlich sagenhaft! – Salzburger Sagenwelten und ihr Verhältnis zur Geschichte
2. Spurensuche in der Vergangenheit – Salzburg entdeckt seine Geschichte
3. Stille Nacht! Heilige Nacht! – Was ein Lied erzählt und über seine Zeit verraten kann
4. Auf den Spuren von Haydn und Mozart – Berichte zur Salzburger Musikgeschichte
5. Unter dem Protektorat der Kaiserin-Witwe Caroline Auguste: Salzburg erzählt seine Geschichte im eigenen Museum!
6. Zeitschnitte 1866 und 1916: Bilder der Veränderung
7. Zurück in die Zukunft – Salzburger Utipien der Zwischenkriegszeit
8. Salzburg und der Nationalsozialismus – Das schwere Erbe der Geschichte
9. Wotruba und Thorak: Ein Salzburger Gipfeltreffen besonderer Art
10. Kunst im Zeichen des Kalten Kriegs – oder wie in Salzburg die kulturbolschewistische Atombombe gezündet wurde
11. Zwei Tage angesichts des Wolkenküchenbergs (Peter Handke) – Literarische Salzburger-Bilder
12. Das Museum im Museum

Eine ausführlichere Beschreibung zu den einzelnen Räumen findet sich auf 317 Seiten im Begleitband zur Salzburger Landesausstellung.